# مدلی (موسیقی)
در موسیقی، مِدلی (به انگلیسی: Medley) قطعه‌ای است که از قسمت‌هایی از قطعات موجود که هر کدام یکی پس از دیگری نواخته می‌شود و گاهی اوقات همپوشانی دارند. مدلی‌ها در موسیقی عامه پسند رایج هستند و اغلب آنها آهنگ به حساب می‌آیند تا ساز. به مدلی‌ای که مجموعه‌ای از ریمیکس باشد، مگامیکس می‌گویند که اغلب با آهنگ‌های یک هنرمند خاص یا آهنگ‌های محبوب یک سال یا ژانر خاص انجام می‌شود. نسخه بازخوانی که ترکیبی از عناصر چند آهنگ از قبل موجود است را، یک کاور مدلی می‌نامند.
مدلی رایج‌ترین شکل اورتور برای اثرات تئاتر موزیکال است.
در موسیقی لاتین، مدلی‌ها به عنوان پوتپوری (potpourrís) یا موزایکوس (mozaicos) شناخته می‌شوند. دومی توسط هنرمندانی مانند روبرتو فاز و بیلو فرومتا رایج شد و ژانر آن معمولاً از بولرو، گواراچا، مرنگ یا کنگا است.